# Emmanuel (Glocke)

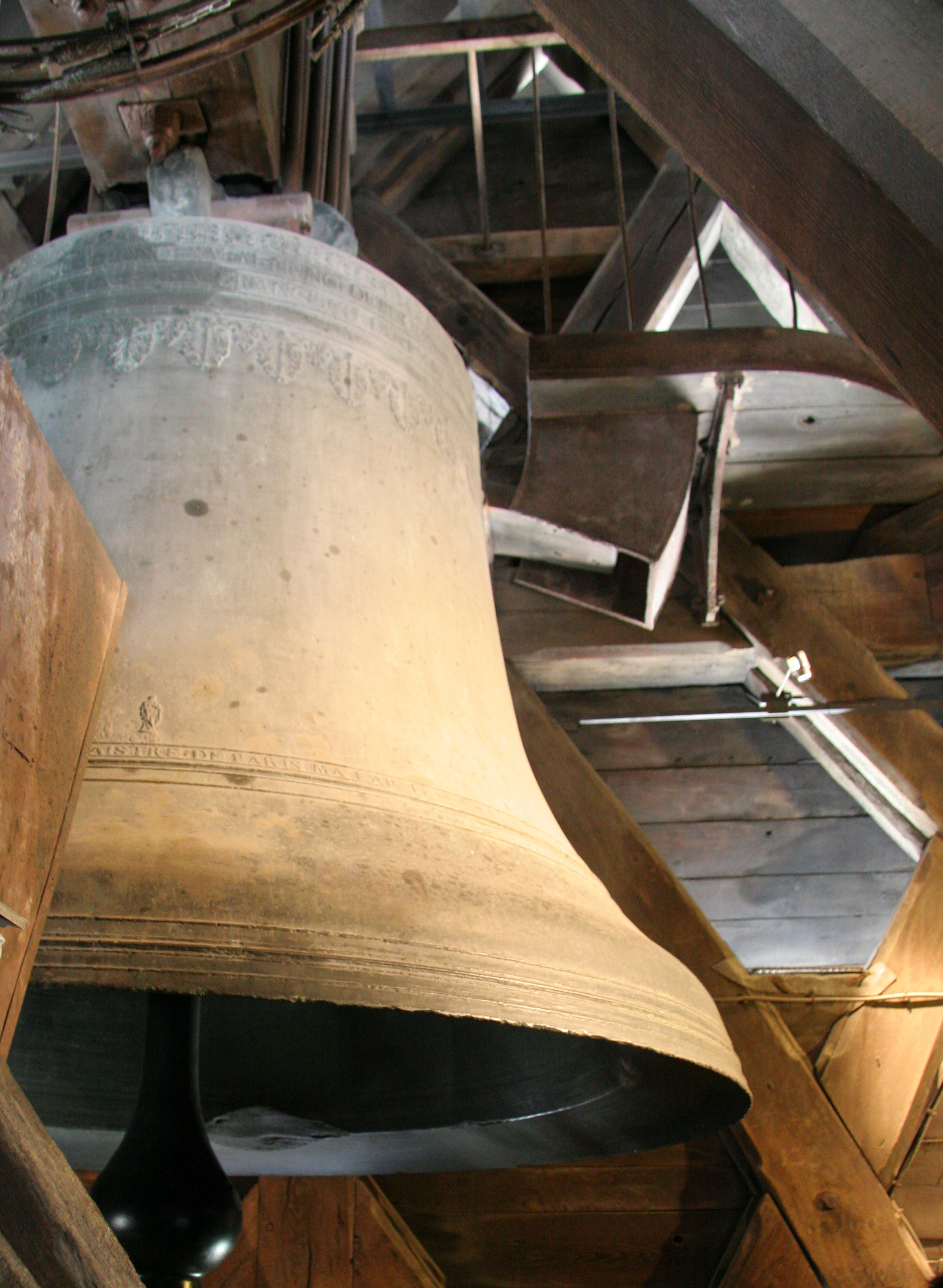
Der Emmanuel ist die größte der zehn Glocken an Notre-Dame zu Paris.

Der Emmanuel (wie Immanuel: „Gott (ist/sei) mit uns“), auch Emmanuel-Ludovica-Theresia (Emmanuel-Louise-Thérèse) oder le Bourdon Emmanuel genannt, ist die größte Glocke der Kathedrale Notre-Dame de Paris. Sie wird als wohlklingendste Glocke Frankreichs gerühmt; Florentin le Guay goss sie im Jahre 1682. Drei Jahre danach, 1685, wurde sie von den drei lothringischen Wandergießern Chapelle, Gillot und Moreau neu gegossen, wobei die Inschrift der Vorgängerin mit dem Gießernamen Le Guay übernommen wurde. Die Glocke erklingt im Schlagton fis0 −6/16. Mit ihren hochgeschätzt 13.000 Kilogramm Masse zählt sie zu den größten und bedeutendsten Kirchenglocken in Europa. Der Klöppel wiegt 460 Kilogramm, der maximale Durchmesser der Glocke beträgt 2.620 Millimeter. Die Glocke läutet ausschließlich zu besonderen Anlässen und Festtagen.
Der Emmanuel hängt zusammen mit der zweitgrößten Glocke (Marie, Gewicht über 6 t) im Südturm, während die anderen acht kleineren Läuteglocken der Kathedrale im Nordturm sind.

## Bilder
- Der Emmanuel nach der Sanierung